# 1974年梅竹賽
民國63年（1974年）甲寅梅竹賽為第六屆國立清華大學與國立陽明交通大學之間的梅竹賽。本屆賽事由國立清華大學主辦，國立陽明交通大學協辦。
賽事結果，國立清華大學以7比2取得本屆賽事總錦標。其中陽明交通大學在棒球、田徑等2項目獲勝，其餘7個項目均由清華大學取得勝利。
本屆梅竹賽計有男籃、女籃、男排、棒球、棋藝、橋藝、田徑、英語演講、拔河等9個項目。本屆賽事同時舉辦梅竹聯歡晚會。
國立中央大學欲以「松」自居加入賽事，提議「梅竹賽」擴大為「松竹梅賽」，清交兩校婉拒。後另於12月14日舉辦「松竹梅邀請賽」，最終由交大獲得冠軍。。

## 賽事結果

### 正式賽
| 項目     | 比賽日期 | 勝隊 | 備註                         |
| -------- | -------- | ---- | ---------------------------- |
| 男籃     |          | 清大 |                              |
| 女籃     |          | 清大 |                              |
| 男排     |          | 清大 |                              |
| 棒球     |          | 交大 |                              |
| 棋藝     |          | 清大 |                              |
| 橋藝     |          | 清大 |                              |
| 田徑     |          | 交大 |                              |
| 英語演講 |          | 清大 |                              |
| 拔河     |          | 清大 |                              |
| 總錦標   |          | 清大 | 清大以7：2取得本屆賽事總錦標 |

## 外部連結
- 梅竹籌備委員會的Facebook專頁
- 梅竹籌備委員會的Instagram帳戶